# Liliana Katinas
Liliana Katinas (n. Quilmes, 29 de mayo de 1961) es una botánica, curadora, y profesora argentina. Es investigadora, y biogeógrafa en el Museo de la Facultad de Ciencias Naturales, de la Universidad Nacional de La Plata.
Es licenciada en Botánica por la Facultad de Ciencias Naturales de la Universidad Nacional de La Plata (1982) y Doctora en Ciencias Naturales, orientación Botánica, por la misma universidad en 1994; con la defensa de su tesis: "Revisión sistemática, análisis cladístico y biogeografía del complejo de especies sudamericanas del género Trixis (Compositae, Mutisieae, Nassauviinae)”. Es profesora de la Facultad de Ciencias Naturales de la Universidad Nacional de La Plata e investigadora del CONICET. Se ha especializado en la taxonomía de la familia de las asteráceas.

## Algunas publicaciones
- m. Donato, p. Posadas, e. Ortiz Jaureguizar, l. Katinas, g. Sancho, m. Grossi, j.v. Crisci. 2010. Presentación del póster: "Biogeographic patterns of southern South America: multivariate analyses based on plant and animal distributions". VI Southern Connection Congress. Bariloche, Argentina, 15/19-II-2010

- santiago Ortiz, j.m. Bonifacino, jorge v. Crisci, vicki a. Funk, hans v. Hansen, liliana Katinas, nadia Roque, gisela Sancho, alfonso Susanna, maría cristina Tellería. 2009. Basal Clades of the Compositae: An introduction to the fate of Mutisieae (sensu Cabrera) and Carduoideae, pp. 197-218, en Funk, V.A., A. Susanna, T. F. Stuessy, R. J. Bayer (eds.) Systematics, evolution, and biogeography of the Compositae, eds. Viena, Austria

- v.a. Funk, a.a. Anderberg, b.g. Baldwin, r.j. Bayer, j.m. Bonifacino, i. Breitwieser, l. Brouillet, r. Carbajal, r. Chan, a.x.p. Coutinho, d.j. Crawford, j.v. Crisci, m.o. Dillon, s.e. Freire, m. Galbany-Casals, n. Garcia-Jacas, b. Gemeinholzer, m. Gruenstaeudl, h.v. Hansen, s. Himmelreich, j.w. Kadereit, m. Kallersjo, v. Karaman-Castro, p.o. Karis, l. Katinas, et. al. 2009. Compositae metatrees: the next generation, pp. 751-780, en Funk, V.A., A. Susanna, T. F. Stuessy, R. J. Bayer (eds.) Systematics, evolution, and biogeography of the Compositae, eds. Vienna, Austria

- v. Barreda, l. Palazzesi, m.c. Tellería, l. Katinas, j.v. Crisci. 2009. "Radiation of basal Asteraceae and allied families during the Oligocene and Miocene in the Gondwanan continents". XIV Simposio Argentino de Paleobotánica y Palinología. Mar del Plata, Argentina, 6/9-XII-2009. Abstracts, pp. 18-19

- liliana Katinas, jorge v. Crisci, r. Schmidt Jabaily, c. Williams, j. Walker, b. Drew, j.m. Bonifacino, k.j. Sytsma. 2008. Evolution of secondary heads in Nassauviinae (Asteraceae, Mutisieae). American Journal of Botany 95 (2): 229-240

- ----------------------, ----------------------, ----------------------------, -------------------, ------------------, ----------------, ---------------, --------------. 2007. "Evolution of Secondary Heads in Nassauviinae (Asteraceae: Mutisieae)". 58.º Congresso Nacional de Botânica. São Paulo, Brasil, 2-XI-2007. Abstracts, pp. 237-241

- ----------------------, --------------------. 2006. The tribe Mutisieae. The International Compositae Alliance. Barcelona, España, 4-VII-2006. Abstracts, p. 13

- p. Posadas, e. Ortiz-Jaureguizar, jorge v. Crisci, liliana Katinas. 2006. Historical biogeography and origin and evolution of arid and semi-arid environments: An introduction. Journal of Arid Environments 66: 385-388

- ------------------, jorge v. Crisci, l. Katinas. 2006. Historical biogeography: a review of its basic concepts and critical issues. Journal of Arid Environments 66: 389-403

- j.v. Crisci, o. Sala, l. Katinas, p. Posadas. 2006. Bridging historical and ecological approaches in biogeography. Australian Journal of Botany 19: 1-10

- d. Gutiérrez, liliana Katinas. 2006. Which genus of Asteraceae does Liabum oblanceolatum belong to? Vegetative characters have the answer. Botanical Journal of the Linnean Society 150: 479-486

- g. Sancho, s.e. Freire, l. Katinas, m.c. Tellería. 2005. A new species and a new combination in Andean Mutisieae (Asteraceae). Taxon 54: 85-90

- m.c. Tellería, liliana Katinas. 2005. The unusual occurrence of tricolpate pollen within Mutisieae (Asteraceae). Grana 44: 1-7

- liliana Katinas. 2004. Amblysperma should be retained under Trichocline. Taxon 53 (1) 108-112

- ----------------------, jorge v. Crisci, w. Wagner & P. C. Hoch. 2004. Geographical diversification of tribes Epilobieae, Gongylocarpeae, and Onagreae (Onagraceae) in North America, based on parsimony analysis of endemicity and track compatibility analysis. Annals of the Missouri Botanical Garden 91: 159-185

- ----------------------. 2004. The Gerbera-complex (Asteraceae, Mutisieae): To split or not to split. Sida 21 (2): 935-940

- ----------------------, d.g. Gutiérrez, s.s. Torres Robles. 2004. Type material of Carlos Luis Spegazzini in the Museo de La Plata herbarium (LP), Argentina. III: Cactaceae. Darviniana 42: 177-200

- r.a. Levin, w.l. Wagner, p.c. Hoch, w.j. Hahn, a. Rodríguez, d.a. Baum, l. Katinas, e.a. Zimmer, k.j. Sytsma. 2004. Parphyly in Tribe Onagreae: Insights into phylogenetic relationships of Onagraceae based on nuclear and chloroplast sequence data. Systematic Botany 29 (1): 147-164

- f. Jiménez Rodríguez, l. Katinas, m.c. Tellería, j.v. Crisci. 2004. Salcedoa gen. nov, a biogeographic enigma in the Caribbean Mutisieae (Asteraceae). Systematic Botany 29: 987-1002

- m.c. Tellería, l. Katinas. 2004. A Palynologic Comparative Study of Chaetanthera (Asteraceae, Mutisieae) and Allied Genera. Systematic Botany 29 (3): 752-773

- ----------------------, e. Urtubey, l. Katinas. 2003. Proustia and Lophopappus (Asteraceae, Mutisieae): Congeneric and subtribal relationships based on pollen morphology. Review of Palaeobotany and Palynology 2505: 1-10

- s.a. Stenglein, m.n. Colares, a.m. Arambarri, m.c. Novoa, c.e. Vizcaíno, l. Katinas. 2003. Leaf epidermal microcharacters of the Old World species of Lotus (Leguminosae: Loteae) and their systematic significance. Australian Journal of Botany 51: 459-469

- j.v. Crisci, l. Katinas, p. Posadas. 2003. Historical biogeography: An Introduction. Harvard University Press, Boston, Massachusetts, pp. 250. ISBN 0-674-01059-0

- g. Peter, l. Katinas. 2003. A new type of Kranz anatomy in Asteraceae. Australian Journal of Botany 51 (2): 217-226

- d.g. Gutiérrez, l. Katinas. 2003. Novedades sobre la flora de San Juan (Argentina) II. Nuevas citas de Asteraceae, Tribu Helenieae. Hickenia 3 (38-47): 182-183

- s.a. Stenglein, m.n. Colares, a.m. Arambarri, m.c. Novoa, c.e. Vizcaíno, l. Katinas. 2003. Leaf epidermal microcharacters of the Old World species of Lotus (Leguminosae: Loteae) and their systematic significance. Australian Journal of Botany 51: 459-469

- s.e. Freire, l. Katinas, g. Sancho. 2002. Gochnatia (Asteraceae, Mutisieae) and the Gochnatia-complex: Taxonomic implications from morphology. Annals of the Missouri Botanical Garden 89 (4): 524-550

- g. Sancho, l. Katinas. 2002. Are the trichomes in corollas of Mutisieae really twin hairs? Botanical Journal of the Linnean Society 140: 427-433

- p.m. Simon, l. Katinas, a.m. Arambarri. 2002. Secretory structures in Tagetes minuta (Asteraceae, Helenieae). Boletín de la Sociedad Argentina de Botánica 37 (3-4): 289-297

- d.g. Gutiérrez, l. Katinas, s.s. Torres Robles. 2002. Type material of Carlos Luis Spegazzini in the Museo de La Plata Herbarium (LP), Argentina: II. Fabaceae. Darwiniana 40 (1-4): 77-10

- liliana Katinas. 2002. División Plantas Vasculares of Museo de La Plata, Argentina, and the LP herbarium. International Organization of Plant Biosystematists Newsletter 34: 8-13

- ----------------------. 2001. El herbario: significado, valor y uso. Número 1 de Serie técnica y didáctica. Programa para el Estudio y Uso Sustentable de la Biota Austral. Editor PROBIOTA, 11 pp.

- jorge v. Crisci, susana e. Freire, s. Sancho, liliana Katinas. 2001. Historical biogeography of the Asteraceae from Tandilia and Ventania mountain ranges (Buenos Aires, Argentina). Caldasia 23 (1): 21-41

- liliana Katinas, jorge v. Crisci. 1999. Poster. "Cladistic and Biogeographic Analyses of the Genera Moscharia and Polyachyrus (Asteraceae, Mutisieae)". XVI International Botanical Congress. St. Louis, Missouri, USA, 1/7-VIII-1999. Abstracts, p. 356

- ----------------------, j.j. Morrone, jorge v. Crisci. 1999. Track analysis reveals the composite nature of the Andean biota. Australian Journal of Botany 47 (1): 111-127

- jorge v. Crisci, susana e. Freire, liliana Katinas, laura Iharlegui. 1997. El Departamento Científico de Plantas Vasculares. Museo (La Plata) 2 (10): 25-30

- --------------------, liliana Katinas. 1997. La filogenia frente a la justicia. Ciencia Hoy 8 (43): 28-35

- j.j. Morrone, liliana Katinas, jorge v. Crisci. 1997. A cladistic biogeographic analysis of Central Chile. Journal of Comparative Biology 2 (1): 25-42

- -------------------, ------------------, ----------------. 1996. On temperate areas, basal clades, and biodiversity conservation. Oryx 30 (3): 187-194

- liliana Katinas, laura Iharlegui. 1995. Las colecciones botánicas y sus plagas: en un ejemplar de herbario se esconde un mundo de abominables criaturas. Rev. Museo, La Plata 1 (6): 31-34

- lázaro juan Novara, liliana Katinas, estrella Urtubey. 1994. Flora del valle de Lerma: Asteraceae Dumort. Tribu vii. Anthemideae Cass. Aportes botánicos de Salta. Serie Flora. Editor Herbario MCNS, Facultad de Ciencias NaturMorrone, J.J., L. Katinas & J.V. Crisci. 1994. Biogeografía cladística de Chile central. VI Congreso Latinoamericano de Botánica. Mar del Plata, Argentina, 2/8-X-1994. Abstract, p. 754ales, Universidad Nacional de Salta, 15 pp.

- j.j. Morrone, l. Katinas, j.v. Crisci. 1994. Biogeografía cladística de Chile central. VI Congreso Latinoamericano de Botánica. Mar del Plata, Argentina, 2/8-X-1994. Abstract, p. 754

- s.e. Freire, j.v. Crisci, liliana Katinas. 1993. A cladistic analisys of Nassauvia Comm. ex Juss. (Asteraceae, Mutisieae) and related genera. Bot. J. Linnean Soc. 112:293-309

- liliana Katinas, jorge v. Crisci, susana e. Freire. 1992. Revisión sistemática y análisis cladístico del género Triptilion Ruiz et Pavón (Asteraceae, Mutisieae). Bol. Soc. Biol. Concepción, Chile 63:101-132

### Libros
- laura Iharlegui, e. Urtubey, g. Sancho, n.d. Bayón, l. Katinas, d.g. Gutiérrez, d.a. Giuliano, a.a. Sáenz, l. Iharlegui, g. Delucchi. 2006. Plant biodiversity inventory of Misiones Province: Asteraceae. Darwiniana 44(2): 375-452 archivo pdf en línea (enlace roto disponible en Internet Archive; véase el historial, la primera versión y la última).

- -------------------, gisela Sancho, estrella Urtubey, Néstor Bayón, liliana Katinas, daniel Giuliano, diego Gutiérrez, alcides a. Sáenz, laura Iharlegui. 2005. Catalogue of Asteraceae of Chacoan Plain, Argentina. Volumen 43 de Compositae Newsletter. Editor The Swedish Museum of Natural History, Department of Phanerogamic Botany. 126 pp.

- jorge v. Crisci, liliana Katinas, paula Posadas. 2003. Historical biogeography: an introduction. Ed. Harvard University Press. 250 pp. ISBN 0674010590 en línea

- ----------------------, ----------------------, -----------------------. 2000. Introducción a la Teoría y Práctica de la Biogeografía Histórica. Sociedad Argentina de Botánica, Buenos Aires. 169 pp. ISBN 987-97012-4-0

- ángel l. Cabrera, jorge v. Crisci, gustavo Delucchi, susana e. Freire, daniel a. Giuliano, laura Iharlegui, liliana Katinas, alcides a. Sáenz, gisela Sancho, estrella Urtubey. 2000. Catálogo ilustrado de las compuestas -=Asteraceae- de la Provincia de Buenos Aires, Argentina: sistemática, Ecología y usos. La Plata: Secretaria de Política Ambiental Provincia de Buenos Aires, 136 pp.

- susana e. Freire, liliana Katinas, luis Ariza Espinar. Flora fanerogámica Argentina. Programa PROFLORA. Editor PROFLORA, 58 pp.

## Honores
- Tinker Visiting Professor, de la Universidad de Wisconsin[1]

- 2004: beca Guggenheim[3]

### Membresías
- 2001-The International Association of Plant Taxonomists
- 1999 - Willi Hennig Society
- 1993 - American Society of Plant Taxonomists
- 1991- Sociedad Argentina de Botánica